# Adapalen
Adapalen – organiczny związek chemiczny, wielopierścieniowy aromatyczny kwas karboksylowy. Stosowany jako lek przeciwtrądzikowy.
Jest retinoidem trzeciej generacji. Działa silniej przeciwzapalnie niż poprzednie generacje retinoidów, a pośrednio także przeciwbakteryjnie i przeciwłojotokowo. Wykazuje większą skuteczność i jest lepiej tolerowany. Stosowany w leczeniu trądziku w monoterapii i w skojarzeniu z innymi lekami zewnętrznymi: antybiotykami, a także, w cięższych postaciach trądziku, z antybiotykami podawanymi ogólnie.

## Mechanizm działania
Działa selektywnie na receptory naskórka (ang. retinoid acid receptor) RAR-beta i częściowo RAR-gamma, nie ulega zniszczeniu pod wpływem światła, hamuje aktywności cyklooksygenazy. Przywraca prawidłowe różnicowania komórek naskórka, zapobiega rogowaceniu ujścia mieszka włosowego, dzięki czemu chroni przed powstawaniem mikrozaskórników, zaskórników i zmian zapalnych.

## Stosowanie
Stosowany zewnętrznie (w postaci maści lub żelu), zazwyczaj raz dziennie, na skórę zmienioną chorobowo w przebiegu trądziku – zwłaszcza pospolitego. Leczenie powinno trwać przynajmniej kilka tygodni. Lek ten charakteryzuje się niską biodostępnością.
W Polsce adapalen jest dostępny w stężeniu 0,1% pod nazwą handlową Acnelec lub Differin, w postaci bezbarwnego żelu i kremu.

## Możliwe skutki uboczne
Zaczerwienienie, wysuszenie skóry twarzy, przemijające podrażnienie i pieczenie skóry. Nie należy stosować preparatu na uszkodzoną skórę. Adapalen nie wywołuje reakcji fototoksycznych ani fotoalergicznych, ale na skutek ścienienia warstwy rogowej naskórka dochodzi do uwrażliwienia skóry na działanie promieni UV, więc podczas kuracji należy unikać nadmiernej ekspozycji na słońce.